# Коваль Вікторія Олександрівна
Вікторія Олександрівна Коваль  (11 червня 1985) — українська лучниця, олімпійка, чемпіонка Європи-2010, призерка Чемпіонату світу-2007, переможниця і призерка Кубків світу 2008—2010 р.р., Гран-Прі Європи 2010—2011.
Член Виконавчого комітету Всесвітньої федерації стрільби з лука. Глава Комісії атлетів Всесвітньої федерації стрільби з лука.
Член Національного олімпійського комітету України і Комісії атлетів Національного олімпійського комітету України.
У 2008 році закінчила хімічний факультет Харківського національного університету ім. В. Н. Каразіна, а в 2009 році — магістратуру Харківської державної академії фізичної культури.
Викладає дисципліну «Фізичне виховання» (спеціалізація — «стрільба з лука»).

## Виступи на Олімпіадах
| Олімпіада  | Дисципліна | Місце |
| ---------- | ---------- | ----- |
| Пекін 2008 | особисті   | 23T   |